# Верхня Орілька
Ве́рхня Орі́лька — село в Лозівському районі Харківської області. Входить до складу Біляївської селищної громади.

## Географія
Село Верхня Орілька знаходиться на лівому березі річки Оріль (не плутати з річкою Орілька), вище за течією на відстані 2,5 км розташоване село Дмитрівка, нижче за течією на відстані 2 км розташоване село Олійники, на протилежному березі - села Новоіванівка і Яковлівка. Поруч проходить автомобільна дорога Т 2110.

## Історія
Засноване 1821 року.

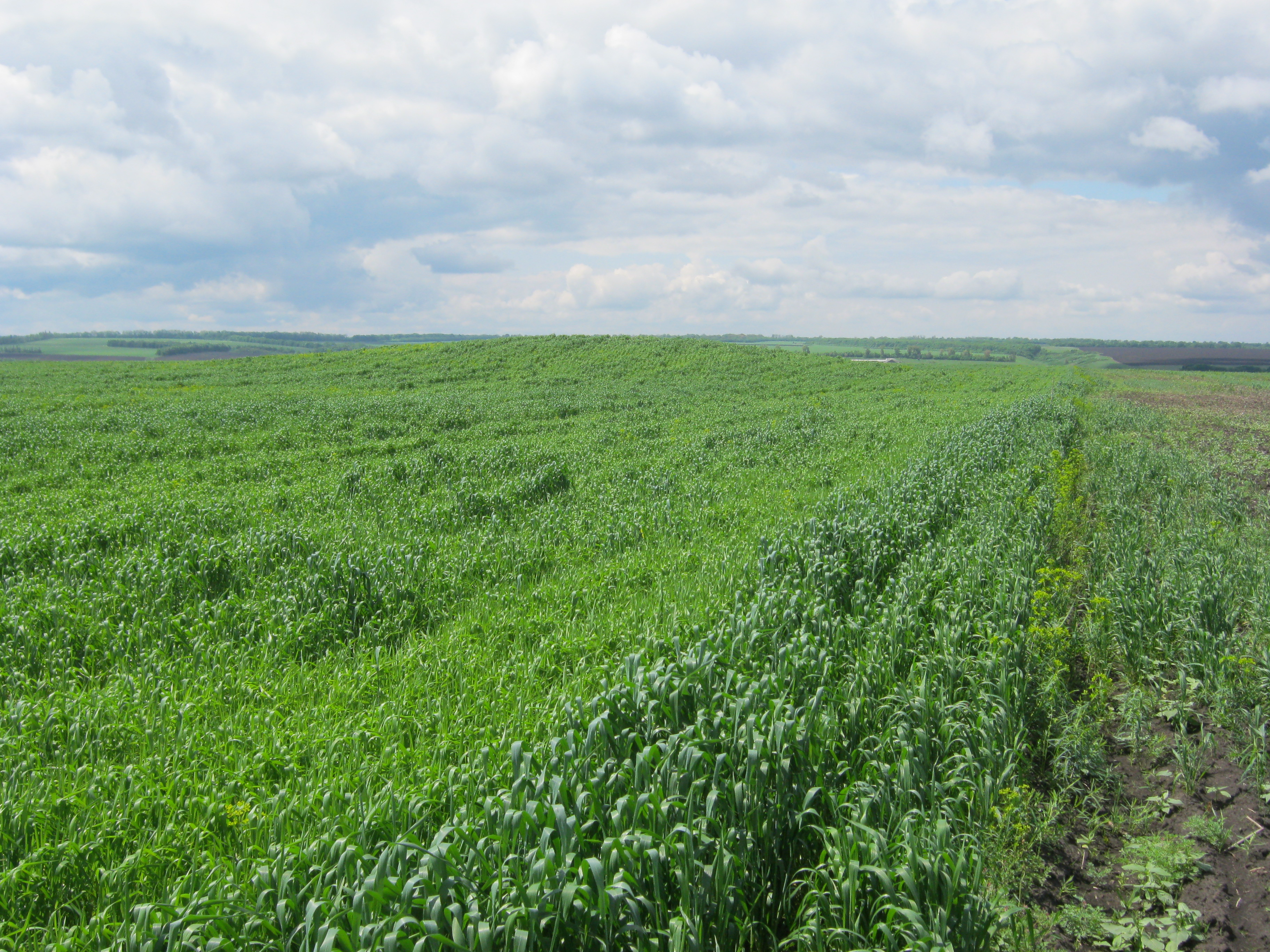
Курган біля с. Верхня Орілька

За даними на 1864 рік у казеному селі Оріль Верхне (Ганебне) Преображенської волості Зміївського повіту мешкало 924 особи (474 чоловічої статі та 450 — жіночої), налічувалось 137 дворових господарства.
Станом на 1914 рік кількість мешканців села зросла до 1 988 осіб.
За часів радянської влади було утворене з трьох окремих сіл, розташованих за течією річки Оріль: Ганебне, Середівка, Лісовинівка. Цей умовний поділ збережено й до цього часу.
- 12 червня 2020 року, відповідно до Розпорядження Кабінету Міністрів України  № 725-р «Про визначення адміністративних центрів та затвердження територій територіальних громад Харківської області», увійшло до складу Біляївської селищної громади[3].
- 19 липня 2020 року, в результаті адміністративно - територіальної реформи та ліквідації Первомайського району, село увійшло до складу Лозівського району Харківської області[4].

## Економіка
- Молочно-товарна ферма.
- «Орілька», сільськогосподарське ТОВ.
- Сільгосппідприємство.

## Об'єкти соціальної сфери
- Дитячий садочок.
- Школа.
- Фельдшерсько-акушерський пункт